# 's-Molenaarsbrug
De  's-Molenaarsbrug is een dubbele basculebrug van de provincie Zuid-Holland over de Heimanswetering in Alphen aan den Rijn.
- De doorvaartwijdte van het beweegbaar gedeelte is 23,00 meter.
- De doorvaarthoogte van het beweegbaar gedeelte is in gesloten toestand 4,50 m (bij waterstand NAP -0,60 m). In geopende toestand is hij onbeperkt, de brug ligt in de staande Mastroute door Nederland.

De brug wordt vandaag de dag bediend vanuit Brugbedieningscentrum Steekterpoort en is aan te roepen op marifoonkanaal 18. Ten tijde van een ongewenste gebeurtenis ligt de prioriteit echter bij het wegverkeer.